# Enya Breen
Pour les articles homonymes, voir Breen.
Pas d'image ? Cliquez ici

a Compétitions nationales et continentales officielles uniquement.

b Matchs officiels uniquement.
Dernière mise à jour le 14 octobre 2024.
Enya Breen, née le 23 avril 1999 à Cork (Irlande), est une joueuse internationale irlandaise de rugby à XV évoluant aux postes de centre et de demi d'ouverture.

## Biographie
Enya Breen naît le 23 avril 1999 à Cork en Irlande. Elle joue en 2024 au club du Blackrock College RFC et pour la province du Munster.
Elle cumule, à la fin de l'été 2024, 21 sélections en équipe d'Irlande quand elle est retenue pour le WXV 1 au Canada.